# Мейден (Північна Кароліна)
Мейден (англ. Maiden) — місто (англ. town) в США, в округах Кетоба і Лінкольн штату Північна Кароліна. Населення — 3736 осіб (2020).

## Географія
Мейден розташований за координатами 35°35′8″ пн. ш. 81°13′11″ зх. д. / 35.58556° пн. ш. 81.21972° зх. д. (35.585537, -81.219691).  За даними Бюро перепису населення США в 2010 році місто мало площу 14,48 км², з яких 14,31 км² — суходіл та 0,18 км² — водойми.

## Демографія
Згідно з переписом 2010 року, у місті мешкало 3310 осіб у 1248 домогосподарствах у складі 865 родин. Густота населення становила 229 осіб/км².  Було 1383 помешкання (95/км²).
Расовий склад населення:
| - 83,6 % — білих - 11,3 % — чорних або афроамериканців - 1,3 % — азіатів - 0,5 % — корінних американців - 1,9 % — осіб інших рас |

До двох чи більше рас належало 1,5 %. Частка іспаномовних становила 6,2 % від усіх жителів.
За віковим діапазоном населення розподілялося таким чином: 22,9 % — особи молодші 18 років, 63,3 % — особи у віці 18—64 років, 13,8 % — особи у віці 65 років та старші. Медіана віку мешканця становила 37,9 року. На 100 осіб жіночої статі у місті припадало 105,6 чоловіків;  на 100 жінок у віці від 18 років та старших — 106,0 чоловіків також старших 18 років.
Середній дохід на одне домашнє господарство  становив 51 544 долари США (медіана — 48 324), а середній дохід на одну сім'ю — 55 491 долар (медіана — 52 023). Медіана доходів становила 41 690 доларів для чоловіків та 26 842 долари для жінок. За межею бідності перебувало 18,1 % осіб, у тому числі 24,2 % дітей у віці до 18 років та 10,7 % осіб у віці 65 років та старших.
Цивільне працевлаштоване населення становило 1273 особи. Основні галузі зайнятості: виробництво — 33,5 %, освіта, охорона здоров'я та соціальна допомога — 17,0 %, роздрібна торгівля — 12,2 %, публічна адміністрація — 8,0 %.